# Umineko no naku koro ni
Umineko no naku koro ni (jap. うみねこのなく頃に) – japońska seria powieści wizualnych autorstwa 07th Expansion. Została stworzona na zmodyfikowanym silniku NScripter. Fabuła śledzi życie osiemnastu bohaterów przebywających na odciętej od reszty świata wyspie, na której następuje seria morderstw. Zadaniem gracza jest ustalenie motywu, metody zbrodni i czy sprawcą jest człowiek, czy zjawisko nadnaturalne. Gra składa się z ośmiu części i należy do cyklu Higurashi no naku koro ni.
Fabuła
Historia rozpoczyna się 4 października 1986 roku na prywatnej wyspie Rokkenjima, na której bogata rodzina Ushiromya zebrała się, by rozdzielić majątek schorowanej głowy rodu, Kinzo. Powracający po sześciu latach nieobecności Battler, wnuk Kinza, zostaje ponownie zaznajomiony z legendą o "Złotej Wiedźmie" Beatrice, która miała dać Kinzowi dziesięć ton złota, by uratować podupadającą rodzinę od ruiny finansowej. Za jej portretem znajduje się epitafium podobne do zagadki, która ma dać temu, kto ją rozwiąże, legendarne złoto. Kiedy tajfun zatrzymuje osiemnastu ludzi na wyspie, dochodzi do serii rytualnych morderstw powiązanych z epitafium, które zdają się niemożliwe do popełnienia przez człowieka. 
Adaptacje
- mangi wydane przez Square Enix, Ichijinsha, Kadokawa Shoten i ASCII Media Works,
- 26-odcinkowe anime wyprodukowane przez Studio Deen (emitowane w 2009 roku),
- seria powieści autorstwa Ryukishiego07, wydawnictwo Kodansha Box,
- gra komputerowa z gatunku bijatyk, Umineko: Golden Fantasia (jap. 黄金夢想曲 Ōgon musōkyoku), 31 grudnia 2010.

## Rozgrywka
Umineko no naku koro ni podobnie jak jej poprzedniczka – Higurashi no naku koro ni – zalicza się do sound novel - gatunku powieści wizualnej, która wprowadza czytelnika w świat przedstawiony przy użyciu dźwięku i grafiki. Wszystkie części gry, tzw. epizody, są liniowe, czyli gracz nie ma wpływu na rozwój wydarzeń, a każda z części ma tylko jedno zakończenie. Ostatni epizod – Twilight of the Golden Witch – posiada element interaktywności w postaci minigier, lecz nie zmienia to przebiegu fabuły. 
Gracz jest zachęcany do tworzenia teorii na temat zaistniałego podczas spotkania rodziny Ushiromiya w Rokkenjimie wydarzenia, jak również do tego, aby odkryć kto może być sprawcą masakry. Pod koniec każdego epizodu odblokowuje się Tips – specjalna opcja, w której zawarte są wszystkie dotąd zebrane wskazówki wraz z dwoma epilogami. Po przejściu wszystkich epizodów pojawia się opcja Music Box, w której istnieje możliwość wysłuchania utworów występujących w trakcie gry.
Elementem odróżniającym Umineko od Higurashi jest obecność wypowiedzi o charakterystycznym kolorze oraz dźwięku. W całym cyklu pojawiają się cztery typy:
- czerwona prawda (jap. 赤き真実 akaki shinjitsu) – rodzaj prawdy wprowadzony przez wiedźmę Beatrice w drugiej części gry (Turn of the Golden Witch). Ułatwia ona graczowi rozwiązywanie niektórych tajemnic. Prawda użyta przez mistrza gry sprawia, że tekst zostaje zaznaczony na czerwono – oznacza to, że jest stwierdzeniem, które przyjmuje się za prawdziwe.
- niebieska prawda (jap. 青き真実 aoki shinjitsu) – wprowadzona przez Ange Ushiromiyę w czwartej części gry (Alliance of the Golden Witch). Ta prawda jest używana przez stronę ludzką do wygłaszania hipotez dotyczących możliwych wydarzeń oraz tworzenia wszelkich innych. Jeśli nie zostanie obalona przez czerwoną lub złotą prawdę, teoria ta zostaje uznana za prawdziwą;
- złota prawda (jap. 黄金の真実 ougon no shinjitsu) – użyta po raz pierwszy w End of the Golden Witch. Ma takie samo zastosowanie jak czerwona prawda, lecz może być wygłoszona przez każdego, kto w pełni zrozumiał zasady gry Beatrice;
- fioletowa wypowiedź (jap. 紫の発言 murasaki no hatsugen) – rodzaj wypowiedzi wprowadzony w Twilight of the Golden Witch przez wiedźmę Bernkastel. Fioletowa wypowiedź działa jak czerwona prawda, lecz, w przeciwieństwie do niej, jest używana nieświadomie przez każdą postać w grze, przez co może okazać się kłamstwem. Nie posiada charakterystycznego dźwięku.

## Rozdziały

### Umineko no naku koro ni
Fabułę Umineko no naku koro ni (jap. うみねこのなく頃に) stanowią pierwsze cztery części, zwane również epizodami. Rozdziały te są nazywane „rozdziałami pytań”.
Episode 1: Legend of the Golden Witch
Rozdział wprowadzający do świata serii. Jest opowiedziany z perspektywy głównego bohatera – Battlera. Rodziny z rodu Ushiromiya przybywają na wyspę Rokkenjima, by przedyskutować podział spadku Kinziego Ushiromii – bliskiej śmierci głowy rodziny. Niedługo po przybyciu uczestników dopada ich sztorm, w wyniku czego zostają odcięci od świata. Następnie zaczyna dochodzić do niewyjaśnionych morderstw. Gracz ma okazję poznać wszystkie osiemnaście postaci oraz legendę o Złotej Wiedźmie – Beatrice, która wraz z rozwojem fabuły zaczyna być podejrzewana o bycie dziewiętnastą osobą na wyspie. Epizod w grze kończy się ukazaniem treści listu Marii Ushiromii.
Episode 2: Turn of the Golden Witch
Rozdział koncentruje się na pierwszej batalii między Beatrice a Battlerem, która odbywa się w innym, niezależnym od Rokkenjimy „świecie meta”, czyli alternatywnej rzeczywistości stworzonej przez Beatrice. Dochodzi tu do tych samych wydarzeń, co w pierwszym epizodzie, lecz tym razem Beatrice faktycznie staje się dziewiętnastą osobą na wyspie. Wiedźma stara się udowodnić, że magia istnieje, przy okazji zdradzając sekrety związane z rezydentami. W tym rozdziale wprowadzono wiele elementów, które w następnych częściach będą pełniły podstawową rolę w serii. Ponadto rozwinięto wątki związane z przeszłością poszczególnych postaci pobocznych i ich relacjami z innymi bohaterami.
Episode 3: Banquet of the Golden Witch
Bohaterowie w tym rozdziale skupiają się na rozwiązaniu zagadki epitafium wiedźmy zamiast na znalezieniu sprawcy zbrodni na wyspie. Evie Ushiromii, odnajdując ukryte złoto, staje się nową Złotą Wiedźmą, Evą-Beatrice, która później wpływa na relacje pomiędzy Battlerem a Beatrice. Wprowadzone zostają nowe postacie: Virgilia, Ronove i Siostry Siesta. Znacznie rozbudowane zostały informacje na temat przeszłości i motywacji Evy Ushiromii, która, dzięki rozwiązaniu zagadki, jako jedyna przetrwała noc.
Episode 4: Alliance of the Golden Witch
Ten rozdział jest opowiadany z perspektywy siostry Battlera – Ange. Przedstawione jest jej życie dwanaście lat po tragedii na Rokkenjimie. Fabuła opiera się ponownie na sporze o istnienie magii. Pojawiają się nowi bohaterowie: Gaap, Siesta 00, Sakutaro, Amakusa oraz Kasumi.

### Umineko no naku koro ni Chiru
Umineko no naku koro ni Chiru (jap. うみねこのなく頃に散) jest bezpośrednią kontynuacją serii. Fabuła koncentruje się na wyjaśnianiu podstawowych mechanizmów obecnych w grze.
Episode 5: End of the Golden Witch
Mistrzem gry tego rozdziału zostaje Lambdadelta, potężna wiedźma, która wprowadza nowe zasady do gry. Do fabuły dołącza detektyw Furudo Erika, która trafia na wyspę jako rozbitek ze statku wycieczkowego. W grze staje się przeciwnikiem Battlera. Ponownie zostaje rozwiązane epitafium, lecz tym razem przez Erikę i Battlera. Dodatkowo dołącza się Eiserne Jungfrau, potężny demon logiczny, który wspiera Erikę, dostarczając jej dziesięciu praw logicznych mających obalić wszelkie nadnaturalne wyjaśnienia.
Episode 6: Dawn of the Golden Witch
Rozdział rozgrywa się podczas gry stworzonej przez Battlera, który próbuje udowodnić, że w pełni zrozumiał zasady gry Beatrice i może manipulować jej światem. W tej części jako demony miłości pojawiają się Furfur i Zepar.
Episode 7: Requiem of the Golden Witch
Akcja rozdziału dzieje się w alternatywnym świecie, w którym Battler nigdy nie przybył do Rokkenjimy, legenda o Złotej Wiedźmie nigdy nie istniała, zaś tajemniczy krewniak sprzed dziewiętnastu lat został spadkobiercą majątku rodu Ushiromiya. Historia jest opowiedziana z perspektywy dwóch nowych postaci: Willardiego H. Wrighta oraz Liona Ushiromii. Żadna z postaci w tym rozdziale nie ginie, choć w Tea Party ukazany jest hipotetyczny scenariusz morderstw bez użycia magii.
Episode 8: Twilight of the Golden Witch
Gra stworzona dla Ange przez Battlera. W tej grze Ange bierze udział w spotkaniu na wyspie w 1986. Jest to ostatnia część gry i jako jedyna nieliniowa. W tej grze jako Ange gracz ma za zadanie rozwiązać zagadki na bankiecie oraz jako Battler i Beatrice zagadkę Bernkastel (wtedy właśnie zostaje wprowadzona fioletowa prawda).

## Pojęcia
- Mebel (jap. 家具 kagu) – istota magiczna podwładna czarodziejowi bądź wiedźmie, przez których została przywołana bądź stworzona. Liczba i typ przywołanych mebli zależy od mocy przywołującego. Do najczęściej spotykanych umiejętności tych istot należy wyczarowanie świetlnego ostrza na dłoni. Niektóre posiadają jeszcze inne zdolności takie jak teleportacja, tworzenie barier itp. Określeniem „mebel” nazywa się również ludzi pozbawionych godności.

- Demony siedemdziesięciu dwóch filarów – są to najwyżej pozycjonowani hrabiowie w piekle. Demony, w przeciwieństwie do zwykłych mebli, nie zostały stworzone przez wiedźmy lub czarodziei, ale mogą zostać przez nich przywołane. Pomimo bycia podwładnymi, istoty te cieszą się dużym szacunkiem w społeczności wiedźm ze względu na swoją wysoką pozycję. Koncepcja postaci opierała się na 72 demonach z Lemegetonu.

## Postacie
- Battler Ushiromiya (jap. 右代宮戦人 Ushiromiya Batora) – protagonista czterech pierwszych gier. Usiłuje zaprzeczyć istnieniu magii. Przybywa na Rokkenjimę po 6 latach nieobecności. Ma 18 lat. Jest synem Rudolfa i jego pierwszej żony, Asumu.

Seiyū: Daisuke Ono 
- Jessica Ushiromiya (jap. 右代宮朱志香 Ushiromiya Jeshika) – córka Natsuhi i Kraussa. Ma 18 lat i nie jest zainteresowana sprawą spadku rodziny. Mimo że nie lubi swoich rodziców, troszczy się o nich. W szkole jest uważana za muzyczną gwiazdę. Jest zakochana w Kanonie. Jej ulubioną bronią są kastety.

Seiyū: Marina Inoue 
- Maria Ushiromiya (jap. 右代宮真里亞 Ushiromiya Maria) – córka Rosy, wnuczka Kinzō. Uważana za infantylną jak na swój wiek. Wierzy w wiedźmy, później sama staje się jedną z nich.

Seiyū: Yui Horie 
- George Ushiromiya (jap. 右代宮譲治 Ushiromiya Jōji) –  syn Evy i Hideyoshi’ego. Jest pracownikiem w firmie ojca. Jako najstarszy z czterech kuzynów, stara się rozwiązywać spory między nimi. Jest zakochany w Shannon. Zaręcza się z nią na wyspie, wiąże z nią plany na przyszłość. Jest dobry w sztukach walki.

Seiyū: Ken’ichi Suzumura 
- Shannon (jap. 紗音) – pokojówka na Rokkenjimie. Mebel stworzony przez Beatrice. Siostra Kanona.

Seiyū: Rie Kugimiya 
- Kanon (jap. 嘉音) – młody sługa rodziny. Brat Shannon. Mebel stworzony przez Beatrice.

Seiyū: Yū Kobayashi 
- Kinzō Ushiromiya (jap. 右代宮金蔵 Ushiromiya Kinzō) – Głowa rodziny Ushiromiya oraz właściciel wyspy Rokkenjima. Mimo świadomości, że zostało mu kilka miesięcy życia, nadal wykazuje się energicznością w działaniu. Interesuje się okultystką i praktykuje czarną magię. Fanatycznie oddany Złotej Wiedźmie Beatrice. Twierdzi, że właśnie dzięki zawarciu porozumienia z wiedźmą zgromadził ogromną fortunę. Przez pierwsze cztery epizody gry jego ciało znajdowano w piecu w podziemnej kotłowni rezydencji.

Seiyū: Mugihito 
- Krauss Ushiromiya (jap. 右代宮蔵臼 Ushiromiya Kurausu) – mąż Natsuhi, ojciec Jessiki. Najstarszy z synów. W przeciwieństwie do rodzeństwa stara się spieniężyć majątek ojca. Chce zamienić wyspę w kurort dla zagranicznych turystów. To on wpada na pomysł ukrycia śmierci Kinzō.

Seiyū: Jūrōta Kosugi 
- Natsuhi Ushiromiya (jap. 右代宮夏妃 Ushiromiya Natsuhi) – żona Kraussa, matka Jessiki. Stara się samotnie utrzymać rodzinę, ponieważ jej mąż nie wykazuje zainteresowania w tej sprawie. Nie jest upoważniona do noszenia herbu rodziny Ushiromiya na ubraniach; jest z tego powodu szykanowana przez Evę przez co czuje się gorsza i pokrzywdzona. Stara się jak najlepiej wywiązywać się ze swoich obowiązków jako matka i pani domu, przez co jest uważana za zbyt wymagającą wobec córki i służby.

Seiyū: Emi Shinohara 
- Eva Ushiromiya (jap. 右代宮絵羽 Ushiromiya Eba) – najstarsza córka rodziny Ushiromiya, drugie dziecko Kinzō. Jest biegła w sztukach walki, zna się też na broni. W trzeciej części gry jest jedyną, której udaje się przetrwać na Rokkenjimie. Adoptuje Ange jako jedyna jej żyjąca krewna. Z powodu nagonki mediów i nacisków Ange na temat sprawy morderstw na wyspie, zamyka się w sobie i zaczyna być agresywna w stosunku do otoczenia. Umiera w 1998 roku.

Seiyū: Miki Itō 
- Hideyoshi Ushiromiya (jap. 右代宮秀吉 Ushiromiya Hideyoshi) – mąż Evy, ojciec George’a. Dopóki nie przyjął nazwiska Evy, jego żona była wykluczona z rodziny. Zawsze wspiera żonę i syna w potrzebie.

Seiyū: Masashi Hirose 
- Rudolf Ushiromiya (jap. 右代宮 留弗夫 Ushiromiya Rudorufu) – mąż Kyrie, ojciec Ange i Battlera. Trzecie dziecko Kinzō. Razem z Evą nie pozwala Kraussowi spieniężyć majątku ojca. Ma duże powodzenie wśród kobiet. W trakcie gry, w każdym momencie, w którym chce coś powiedzieć Kyrie i Battlerowi, nie udaje mu się to.

Seiyū: Rikiya Koyama 
- Kyrie Ushiromiya (jap. 右代宮 霧江 Ushiromiya Kirie) – druga żona Rudolfa. Przez długi czas była wyłącznie jego partnerką w pracy. Poślubiła Rudolfa po śmierci jego pierwszej żony. Jest bardzo bystra. Jej ulubioną metodą rozwiązywania problemów jest spojrzenie na sprawę z punktu widzenia przeciwnika.

Seiyū: Atsuko Tanaka 
- Rosa Ushiromiya (jap. 右代宮 楼座 Ushiromiya Rōza) – najmłodsza córka Kinzō, matka samotnie wychowująca Marię. Pracuje całymi dniami, dlatego Maria musi zostawać sama w domu. Ponieważ łatwo wpada w złość, Maria sądzi, że Rosa została opętana przez złą wiedźmę. Rosa nie potrafi znieść tego, że jej wychowanka zachowuje się jak dziecko i wierzy w wiedźmy.

Seiyū: Ami Koshimizu 
- Genji (jap. 源次) – główny lokaj rodziny Ushiromiya.

Seiyū: Masato Funaki 
- Gōda (jap. 郷田) –  kucharz.

Seiyū: Hitoshi Bifu 
- Kumasawa (jap. 熊沢) – starsza kobieta, pracująca na pół etatu.

Seiyū: Yasuko Hatori 
- Nanjō (jap. 南條) – lekarz i przyjaciel Kinzō.

Seiyū: Akihiko Ishizumi 
- Ange Ushiromiya (jap. 右代宮縁寿 Ushiromiya Enje) – córka Rudolfa i Kyrie, młodsza siostra Battlera. Nie mogła pojawić się na Rokkenjimie. Po serii morderstw na wyspie opiekowała się nią ciotka, Eva, przez którą później została znienawidzona. W świecie 1998 roku staje się głową rodziny i wielką wiedźmą Ange-Beatrice.

Seiyū: Rina Sato 
- Jūza Amakusa (jap. 天草十三 Amakusa Jūza) – ochroniarz Ange z roku 1998.

Seiyū: Kōji Yusa 
- Sakutarō (jap. さくたろう)

Seiyū: Minori Chihara 
- Beatrice (jap. ベアトリーチェ Beatorīche) – Główna antagonistka (po wydarzeniach z pierwszych czterech gier – protagonistka) Umineko. Pragnie dowieść Battlerowi, że magia istnieje. Żyje od ponad tysiąca lat. Nienawidzi nudy i ludzi, którzy nie akceptują jej istnienia.

Seiyū: Sayaka Ōhara 
- Bernkastel (jap. ベルンカステル Berunkasuteru) – Wiedźma o największej mocy, żyjąca od tysięcy lat. Jest zdania, że można wykreować los. Dzięki ogromnej mocy potrafi wykonać cud, jednak za każdym razem gdy tego używa, jej serce się ściska. Oddziela cuda od rzeczywistości.

Seiyū: Yukari Tamura 
- Lambda Delta (jap. ラムダデルタ Ramudaderuta) – Uważana jest za największą wiedźmę w uniwersum. Jest wiedźmą absolutu i pewności. Jej celem jest gra z Bernkastel, poprzez stworzenie świata Beatrice i Battlera. Sądzi, że ciężka praca może być wynagrodzona.

Seiyū: Fuyuka Ōura 
- Virgilia (jap. ワルギリア Warugiria) – Prawdziwa Złota Wiedźma. Była opiekunka Beatrice. Jej imię powstało, gdy przekazała swoje poprzedniej uczennicy.

Seiyū: Kikuko Inoue 
- Ronove (jap. ロノウェ Ronoue) – dwudziesty siódmy hrabia z siedemdziesięciu dwóch filarów. Jego imię pochodzi od demona o tej samej nazwie. Pojawia się po raz pierwszy w trzecim rozdziale serii, przywołany przez Beatrice jako lokaj. Często przyrządza czarną herbatę oraz ciasteczka dla wiedźmy i jej gości. Przybiera postać Genjiego Ronouego, choć nie jest jego uosobieniem, w przeciwieństwie do przypadku Virgilii i Kumasawy. W późniejszych rozdziałach staje się służącym Battlera.

Seiyū: Tomokazu Sugita 
- Gaap (jap. ガァプ Gaapu) – trzydziesty trzeci hrabia z siedemdziesięciu dwóch filarów, nazwana po demonie o tym samym imieniu. W serii jest ukazana jako kobieta z kręconymi włosami, ubrana w krótką czerwoną sukienkę z rozcięciami od ramion w dół oraz różowy kapelusz. Uwielbia dokuczać innym. Jest przyjaciółką Beatrice. Jej mocą jest tworzenie luk w rzeczywistości, dzięki czemu może tworzyć portale prowadzące do innych miejsc.

Seiyū: Yuki Kaida 
- Lucyfer (jap. ルシファー Rushifā)

Seiyū: Yuka Saitō 
- Lewiatan (jap. レヴィアタン Reviatan)

Seiyū: Madoka Yonezawa 
- Satan (jap. サタン Satan)

Seiyū: Yōko Hikasa 
- Belphegor (jap. ベルフェゴール Berufegōru)

Seiyū: Seiko Yoshida 
- Mammon (jap. マモン Mamon)

Seiyū: Ayano Niina 
- Belzebub (jap. ベルゼブブ Beruzebubu)

Seiyū: Yuri Yamaoka 
- Asmodeusz (jap. アスモデウス Asumodeusu)

Seiyū: Aki Toyosaki 
- Siesta 410 (jap. シエスタ４１０ Shiesuta 410)

Seiyū: Eri Kitamura 
- Siesta 45 (jap. シエスタ４５ Shiesuta 45)

Seiyū: Mariko Mizuno 
- Siesta 00 (jap. シエスタ００ Shiesuta 00)

Seiyū: Shion Hirota 

## Manga

### Legend of the Golden Witch
Ilustracje wykonał Kei Natsumi, a kolejne rozdziały ukazywały się w czasopiśmie „Gangan Powered” wydawnictwa Square Enix od 22 grudnia 2007 roku aż do 21 lutego 2009 roku, gdy zostało ogłoszone zaprzestanie publikacji tego czasopisma. Wydawanie mangi zostało w związku z tym przeniesione do „Gangan Joker”, nowo utworzonego czasopisma tego samego wydawnictwa. Kolejny rozdział ukazał się 22 kwietnia 2009 r. w pierwszym numerze nowego czasopisma jako specjalny dodatek. Ostatni rozdział ukazał się we wrześniowym numerze z 2009 roku, wydanym 22 sierpnia.
| Nr | Data wydania (język japoński) | ISBN (język japoński)  |
| -- | ----------------------------- | ---------------------- |
| 1  | 21 czerwca 2008               | ISBN 978-4-7575-2309-8 |
| 2  | 22 grudnia 2008               | ISBN 978-4-7575-2445-3 |
| 3  | 22 czerwca 2009               | ISBN 978-4-7575-2589-4 |
| 4  | 22 grudnia 2009               | ISBN 978-4-7575-2752-2 |

### Turn of the Golden Witch
Adaptacja drugiej serii, zatytułowanej Turn of the Golden Witch i ilustrowanej przez Jirō Suzuki, publikowana była w czasopiśmie „GFantasy”.
| Nr | Data wydania (język japoński) | ISBN (język japoński)  |
| -- | ----------------------------- | ---------------------- |
| 1  | 22 czerwca 2009               | ISBN 978-4-7575-2590-0 |
| 2  | 22 grudnia 2009               | ISBN 978-4-7575-2763-8 |
| 3  | 22 kwietnia 2010              | ISBN 978-4-7575-2854-3 |
| 4  | 21 sierpnia 2010              | ISBN 978-4-7575-2974-8 |
| 5  | 22 grudnia 2010               | ISBN 978-4-7575-3099-7 |

### Banquet of the Golden Witch
Adaptacja trzeciej serii, zatytułowanej Banquet of the Golden Witch i ilustrowanej przez Kei Natsumi, wydawana była w czasopiśmie „Gangan Joker” od 19 września 2009 roku.
| Nr | Data wydania (język japoński) | ISBN (język japoński)  |
| -- | ----------------------------- | ---------------------- |
| 1  | 22 kwietnia 2010              | ISBN 978-4-7575-2855-0 |
| 2  | 21 sierpnia 2010              | ISBN 978-4-7575-2975-5 |
| 3  | 22 grudnia 2010               | ISBN 978-4-7575-3100-0 |
| 4  | 22 kwietnia 2011              | ISBN 978-4-7575-3205-2 |
| 5  | 22 sierpnia 2011              | ISBN 978-4-7575-3336-3 |

### Alliance of the Golden Witch
Adaptacja czwartej serii, zatytułowanej Alliance of the Golden Witch i ilustrowanej przez Sōichirō, publikowana była w internetowym czasopiśmie „Gangan Online” od 1 października 2009 roku.
| Nr | Data wydania (język japoński) | ISBN (język japoński)  |
| -- | ----------------------------- | ---------------------- |
| 1  | 22 kwietnia 2010              | ISBN 978-4-7575-2856-7 |
| 2  | 21 sierpnia 2010              | ISBN 978-4-7575-2976-2 |
| 3  | 22 grudnia 2010               | ISBN 978-4-7575-3101-7 |
| 4  | 22 kwietnia 2011              | ISBN 978-4-7575-3206-9 |
| 5  | 22 sierpnia 2011              | ISBN 978-4-7575-3337-0 |
| 6  | 21 kwietnia 2012              | ISBN 978-4-7575-3555-8 |

### End of the Golden Witch
| Nr | Data wydania (język japoński) | ISBN (język japoński)  |
| -- | ----------------------------- | ---------------------- |
| 1  | 22 kwietnia 2011              | ISBN 978-4-7575-3207-6 |
| 2  | 22 grudnia 2011               | ISBN 978-4-7575-3452-0 |
| 3  | 21 kwietnia 2012              | ISBN 978-4-7575-3556-5 |
| 4  | 22 sierpnia 2012              | ISBN 978-4-7575-3700-2 |
| 5  | 22 grudnia 2012               | ISBN 978-4-7575-3825-2 |
| 6  | 22 grudnia 2012               | ISBN 978-4-7575-3826-9 |

### Dawn of the Golden Witch
| Nr | Data wydania (język japoński) | ISBN (język japoński)  |
| -- | ----------------------------- | ---------------------- |
| 1  | 22 sierpnia 2011              | ISBN 978-4-7575-3342-4 |
| 2  | 22 grudnia 2011               | ISBN 978-4-7575-3453-7 |
| 3  | 21 kwietnia 2012              | ISBN 978-4-7575-3557-2 |
| 4  | 22 sierpnia 2012              | ISBN 978-4-7575-3701-9 |
| 5  | 22 grudnia 2012               | ISBN 978-4-7575-3827-6 |
| 6  | 22 grudnia 2012               | ISBN 978-4-7575-3828-3 |

### Requiem of the Golden Witch
Siódma seria mangi została zilustrowana przez Eitę Mizuno. W marcowym numerze czasopisma „Gekkan Shonen Gangan” wydawnictwa Square Enix ogłoszono, że ostatni rozdział tej mangi ukaże się w tym czasopiśmie 12 marca 2015 roku, w kwietniowym numerze.
| Nr | Data wydania (język japoński) | ISBN (język japoński)  |
| -- | ----------------------------- | ---------------------- |
| 1  | 22 grudnia 2011               | ISBN 978-4-7575-3454-4 |
| 2  | 22 sierpnia 2012              | ISBN 978-4-7575-3702-6 |
| 3  | 22 grudnia 2012               | ISBN 978-4-7575-3829-0 |
| 4  | 22 sierpnia 2013              | ISBN 978-4-7575-4044-6 |
| 5  | 21 grudnia 2013               | ISBN 978-4-7575-4175-7 |
| 6  | 22 kwietnia 2014              | ISBN 978-4-7575-4274-7 |
| 7  | 22 sierpnia 2014              | ISBN 978-4-7575-4388-1 |
| 8  | 22 grudnia 2014               | ISBN 978-4-7575-4496-3 |
| 9  | 22 kwietnia 2015              | ISBN 978-4-7575-4608-0 |

### Twilight of the Golden Witch
Adaptacja ósmej serii, zatytułowanej Twilight of the Golden Witch i ilustrowanej przez Kei Natsumi, ukazywała się w czasopiśmie „Gangan Joker” od 21 stycznia 2012 roku. Ostatni rozdział tej mangi ukazał się w tym magazynie 22 czerwca 2015 roku.
| Nr | Data wydania (język japoński) | ISBN (język japoński)  |
| -- | ----------------------------- | ---------------------- |
| 1  | 22 sierpnia 2012              | ISBN 978-4-7575-3703-3 |
| 2  | 22 grudnia 2012               | ISBN 978-4-7575-3830-6 |
| 3  | 22 sierpnia 2013              | ISBN 978-4-7575-4045-3 |
| 4  | 21 grudnia 2013               | ISBN 978-4-7575-4176-4 |
| 5  | 22 sierpnia 2014              | ISBN 978-4-7575-4389-8 |
| 6  | 22 grudnia 2014               | ISBN 978-4-7575-4497-0 |
| 7  | 22 kwietnia 2015              | ISBN 978-4-7575-4609-7 |
| 8  | 22 sierpnia 2015              | ISBN 978-4-7575-4718-6 |
| 9  | 22 sierpnia 2015              | ISBN 978-4-7575-4719-3 |

### Umineko no naku koro ni tsubasa
Manga zatytułowana Umineko no naku koro ni tsubasa (jap. うみねこのなく頃に翼), na podstawie scenariusza Ryukishi07, w której autorem rysunków jest Fumi Itō publikowana była w czasopiśmie „Big Gangan” wydawnictwa Square Enix; ostatni rozdział ukazał się 25 kwietnia 2013 roku.
Rozdziały zostały później skompilowane w trzech tomikach.
| Nr | Data wydania (język japoński) | ISBN (język japoński)  |
| -- | ----------------------------- | ---------------------- |
| 1  | 21 kwietnia 2012              | ISBN 978-4-7575-3558-9 |
| 2  | 22 sierpnia 2012              | ISBN 978-4-7575-3714-9 |
| 3  | 22 sierpnia 2013              | ISBN 978-4-7575-4046-0 |

### Forgery of the purple logic
Wydano także spin-off zatytułowany Umineko no naku koro ni murasaki: Forgery of the purple logic (jap. うみねこのなく頃に紫 Forgery of the purple logic), którego rysownikiem został Kurumi Suzuhiro. Spin-off powstał na podstawie scenariusza Hitohiry, pod nadzorem Ryukishi07. Kolejne rozdziały ukazywały się w czasopiśmie „Comp Ace” od 26 lipca 2012 r..
Rozdziały później skompilowano w dwa tomiki.
| Nr | Data wydania (język japoński) | ISBN (język japoński)  |
| -- | ----------------------------- | ---------------------- |
| 1  | 23 stycznia 2013              | ISBN 978-4-04-120553-2 |
| 2  | 24 lipca 2013                 | ISBN 978-4-04-120770-3 |

### Pozostałe

#### Manga formatu czteropanelowego
Manga w formacie czteropanelowym, zatytułowana Umineko biyori: Rokkenjima e yōkoso!! (jap. うみねこびより。～六軒島へようこそ!!～), została zilustrowana przez Makoto Fugetsu i wydawana przez Ichijinsha; całość została wydana w pojedynczym tomie 22 czerwca 2009 r..
Kolejna manga w formacie czteropanelowym, zatytułowaną Umineko no naku utage ni: Tea party of the witches (jap. うみねこのなく宴に Tea party of the witches), została zilustrowana przez Kosakę Tairę i wydawana w dwóch tomach przez Ichijinsha.

#### Crossover
Wydano także mangę będącą crossoverem postaci z Umineko z tymi z serii Higurashi no naku koro ni, której rysunki wykonał Yuki Hiiro. Seria ta została zatytułowana Umineko no naku koro ni EpisodeX Rokkenjima of Higurashi crying (jap. うみねこのなく頃に（１） ＥｐｉｓｏｄｅＸ　ＲＯＫＫＥＮＪＩＭＡ　ｏｆ　Ｈｉｇｕｒａｓｈｉ　ｃｒｙｉｎｇ), a jej kolejne rozdziały ukazywały się w czasopiśmie „Dengeki G's Festival! Comic” wydawnictwa ASCII Media Works, od 26 stycznia 2009 do 23 lutego 2011 r..
Rozdziały zostały później skompilowane w dwa tomy.
| Nr | Data wydania (język japoński) | ISBN (język japoński)  |
| -- | ----------------------------- | ---------------------- |
| 1  | 26 lutego 2010                | ISBN 978-4-04-868447-7 |
| 2  | 27 kwietnia 2011              | ISBN 978-4-04-870497-7 |

## Anime
Na podstawie gry powstało anime, wyprodukowane przez studio Deen. Reżyserem została Chiaki Kon, pracująca wcześniej przy adaptacji innego dzieła tego autora: Higurashi no naku koro ni. Kompozycją serii zajął się Toshifumi Kawase, a projekty postaci przygotowała Yoko Kikuchi.